# كارمودي
كارمودي (بالإنجليزية: Carmudi) هو سوق سيارات أونلاين متكامل يساعد على وصل كل من يريد شراء سيارة بكل من يريد بيع سياراته سواء كان تاجر سيارات أو شخص عادي. يقوم كارمودي بالتوسع عالمياً وبسرعة في مجال السيارات (الجديدة أو المستعملة) حيث يعمل موقع كارمودي في كل من المكسيك، بنغلاديش، باكستان ، الفلبين، أندونيسيا، فيتنام ، نيجيريا ، غانا، الكاميرون ، سيريلانكا ، ساحل العاج والسنغال ويعمل موقع كارمودي أيضا في ثلاث أسواق من أسواق الدول العربية وهم المملكة العربية السعودية، قطر والإمارات. ويحتوي موقع كارمودي في كل من الدول المذكورة سابقا على الآلاف من السيارات الجديدة والمستعملة سواء كانت من وكلاء معتمدين أو من الأشخاص العاديين. حيث يوفر موقع كارمودي لكل من يريد شراء سيارة معلومات منظمة ومبوبة عن السيارة ومميزاتها وعيوبها وكل ما يتعلق بها من موديل وسعر ويعرض صورا لها، كما يوفر النصيحة لكل من يقدم على شراء أو بيع أي سيارة جديدة أو مستعملة.

## التاريخ
تم إنشاء شركة كارمودي في ألمانيا عام 2013.و يقوم السيد ستيفان هاوبلد’ أروين سيكما وفريتز سيمون بالإشراف على الشركة ومواقعها الإلكترونية المختلفة على الإنترنت، وتعتبر شركة كارمودي هي وليدة الشركة الأم «روكت أنترنت» ذات الأصول الألمانية أيضاً. في أكتوبر 2013 بدأ كارمودي العمل في قارة آسيا وإفريقيا وأمريكا اللاتينية، وفي بداية عام 2014 بدأ العمل في فيتنامو إندونيسيا والفليبين وباكستان والكاميرون وسيريلانكا وساحل العاج والسنغال ومن أهم الدول العربية التي يعمل بها موقع كارمودي المملكة العربية السعودية وقطر والإمارات. ويقوم الموقع في الوقت الحالي بالعمل في أكثر من 15 دولة مختلفة على مستوى العالم. وفي مارس 2014، أطلقت شركة كارمودي موقعها المصمم خصيصاً للعمل على الهواتف المحمولة لجعل تصفحه أسرع وأفضل.

## كيف يعمل موقع كارمودي
يساعد موقع كارمودي مستخدميه على إيجاد أفضل سيارة تناسب احتياجاتهم من حيث الإمكانيات والأسعار. يمكن أيضا من خلاله البحث عن الدراجات النارية والمركبات التجارية. ويوجد على الموقع وصف تفصيلي لكل سيارة أو دراجة نارية أو مركبة تجارية معروضة للبيع مدعمة بالصور والتعليقات التي تعطي المستخدم أعلى مستوى من المصداقية عن السيارة وإمكانياتها.

## كارمودي للهاتف المحمول
في يوليو 2014، أطلقت شركة كارمودي تطبيقها الإلكتروني المصمم للهواتف الذكية من فئة الأندرويد وسيعمل في جميع الدول التي تشتغل بها شركة كارمودي.